# Simon Thaur
Simon Thaur (Carinzia, 14 maggio 1960) è un musicista, produttore cinematografico e attore pornografico austriaco.
Simon Thaur è anche regista di film pornografici. Dal 1993 vive a Berlino. Nel 1994 ha fondato lì insieme alla sua compagna il KitKatClub, nel 1999 ha fondato l'etichetta porno  SubWay Innovative ProdActions, nel 2003 con il Charly Bainsky ha fondato il Kit-Kat-Music Studio.